# أندي كارينغتون
أندي كارينغتون (بالإنجليزية: Andy Carrington)‏ هو لاعب كرة قدم بريطاني في مركز الدفاع، ولد في 14 نوفمبر 1936 في غريمسبي ‏ في المملكة المتحدة. لعب مع غريمسبي تاون.